# Johan Magnus Törling
Johan Magnus Törling, född 1715 i Stockholm, död där den 9 september 1780, var en svensk jurist. Han var son till Samuel Törling och måg till Reinhold Rückersköld.
Törling blev student vid Uppsala universitet 1729. Han blev auskultant vid rådstuvu- och kämnärsrätterna i Stockholm 1734 samt övergick som sådan till Svea hovrätt 1736. Han blev vice aktuarie 1738, extra ordinarie notarie 1741, vice notarie 1743, kanslist 1747, ordinarie notarie 1748, tillförordnad sekreterare 1752 och sedermera vid flera tillfällen, föreslagen till advokatfiskal 1756, protonotarie 1757, adjungerad ledamot 1758, assessor 1762 och hovrättsråd 1770.